# 7e régiment (prussien) d'infanterie (Reichswehr)
Pour les articles homonymes, voir 7e régiment.
Le 7e régiment (prussien) d'infanterie est un régiment de la Reichswehr.

## Histoire
Le régiment est formé le 1er janvier 1921 à partir des 11e, 15e et 16e régiments d'infanterie de la Reichswehr de l'armée de transition. Le 29 mai 1922, le régiment reçoit la désignation « prussienne » en plus de son nom.
Au cours de l'expansion de la Reichswehr, le régiment est divisé en 1934 dans la première vague de formation et forme le régiment d'infanterie Schweidnitz et le régiment d'infanterie Breslau.

### Garnisons
- Schweidnitz : quartier général régimentaire et bataillon d'entraînement
- Brieg, plus tard Oppeln : 1er bataillon avec état-major, 1er et 2e compagnies
- Neisse : Ier bataillon, 3e et 4e compagnies
- Hirschberg : 2e bataillon (de chasseurs) avec quartier général, 7e et 8e compagnies
- Glatz : 2e bataillon (de chasseurs), 5e, 6e compagnie et 13e compagnie (MW)
- Breslau : 3e bataillon avec état-major

### Commandants
| Nr. | Nom                                     | Début             | Fin               |
| --- | --------------------------------------- | ----------------- | ----------------- |
| 1.  | Oberst Karl von Keiser (de)             | 01er janvier 1921 | 31 mars 1923      |
| 2.  | Oberst/Generalmajor Lothar Fritsch (de) | 01er avril 1923   | 31 mars 1927      |
| 3.  | Oberst Otto von Stülpnagel              | 01er avril 1927   | 1929              |
| 4.  | Oberst/Generalmajor Hermann Metz        | 1929              | 31 mars 1931      |
| 5.  | Oberst Paul Gerhardt (de)               | 01er avril 1931   | 30 septembre 1933 |

## Organisation

### Affiliation
Le régiment est subordonné au 3e commandant de la 3e division à Potsdam.

### Structure
En plus de l'état-major du régiment, le régiment se compose d'un escadron des transmissions
1er bataillon avec quartier général et escadron des transmissions, issu du régiment d'infanterie de la Reichswehr 16,
2e bataillon avec quartier général et escadron des transmissions, issu du 11e régiment d'infanterie de la Reichswehr,
3e bataillon avec quartier général et escadron des transmissions, issu des 11e et 16e régiments d'infanterie de la Reichswehr,
Bataillon supplémentaire, à partir du 23 mars 1921 Bataillon d'entraînement, issu du 15e régiment d'infanterie de la Reichswehr.
Chaque bataillon de campagne est divisé en trois compagnies, chacune avec trois officiers et 161 sous-officiers et hommes (3/161) et une compagnie de mitrailleuses (4/126). Au total, un bataillon est composé de 18 officiers et fonctionnaires (dont des médecins) et de 658 hommes.

## Armement et équipement

### Armement principal
Les tirailleurs sont armés de la carabine K98a. Chaque peloton possède une mitrailleuse légère 08/15.
Dans chacune des compagnies MG, le 1er peloton est composé de trois groupes avec trois mitrailleuses lourdes MG 08 sur affût, tiré par quatre chevaux, et les 2e au 4e pelotons sont composés de trois groupes avec trois mitrailleuses lourdes MG 08 sur affût, tiré par deux chevaux.
Les armes les plus lourdes du régiment sont les mortiers de la 13e compagnie. Le 1er peloton est équipé de deux lanceurs moyens de 17 cm, tirés par quatre chevaux, les 2e et 3e pelotons avec trois lanceurs légers de 7,6 cm, entraînés par paires.

## Divers

### Reprise de la tradition
Le régiment reprend la tradition des anciens régiments en 1921.
- 1re compagnie : 157e régiment d'infanterie
- 2e et 16e compagnies : 63e régiment d'infanterie
- 3e et 4e compagnies : 23e régiment d'infanterie
- 5e, 6e et 13e compagnies : 38e régiment de fusiliers
- 7e compagnie : 6e bataillon de chasseurs à pied (de)
- 8e compagnie : 5e bataillon de chasseurs à pied (de)
- 9e et 12e compagnies : 11e régiment de grenadiers
- 10e et 11e compagnies : 51e régiment d'infanterie
- 14e et 15e compagnies :10e régiment de grenadiers